# Skønheden og udyret: Den fortryllede jul
Skønheden og udyret: Den fortryllede jul er en tegnefilm fra The Walt Disney Company, der produceres af DisneyToon Studios og udgivet af Walt Disney Pictures og Buena Vista Distribution. Filmen er en efterfølger til Skønheden og udyret, en film fra Walt Disney Feature Animation fra 1991. Filmen blev udgivet direkte på video i 11. november 1997.

## Handling
Slottet er bedst pyntet til jul. I en pause i juletravlheden fortæller fru Potts historien om sidste års jul. Så var slottets herre stadig et udyr og Belle var hans fange.
På det tidspunkt hadede Udyret julen, for det var på selve juleaften for flere år siden, at en troldkvinde havde forvandlet ham til et monster. Men Belle mente, at en rigtig julefest ville få Udyret i bedre humør. Den idé blev understøttet af alle de fortryllede genstande på slottet undtagen Forte-orgelet. Han ville mindst af alt have lidt julestemning. For ham var Belle en trussel, der skulle ryddes af vejen. Så Forte narrede Belle til at gå langt ud over slottets mure for at fælde et juletræ. Der havde Forte til hensigt at påføre dødsstødet med hjælp fra sin medskyldige, piccolo-fløjten Fløjte.

## Medvirkende
- Belle - Louise Fribo
- Udyret - Lars Lippert
- Lymiere - Preben Kristensen
- Kloksworth - John Hahn-Petersen
- Mrs. Potts - Kirsten Cenius
- Chip - Julian T. Kellermann
- Forte - Per Spangsberg
- Angelique - Annette Heick
- Fløjte - Peter Røschke
- Økse - Søren Elung Jensen
- Troldkvinden - Jette Sievertsen
- Fifi - Michelle Bjørn-Andersen